# Harvestehuder THC
Harvestehuder Tennis und Hockey-Club – niemiecki klub sportowy z Hamburga. Istnieją tam sekcje hokeja na trawie, tenisa i lacrosse.

## Historia
Klub założono 15 maja 1919 po fuzji Harvestehuder Hockey Club oraz Harvestehuder Lawn-Tennis-Club. 

## Sukcesy w hokeju na trawie
- Sekcja mężczyzn: 
  - Mistrzostwo Niemiec mężczyzn: 1996, 1998, 2000, 2014
  - Halowe mistrzostwo Niemiec mężczyzn: 1994, 1996, 2013, 2015, 2023
  - EuroHockey Cup Winners Cup: 1995
  - EuroHockey Indoor Club Cup: 1997, 1998, 2014, 2016
- Sekcja kobiet: 
  - Mistrzostwo Niemiec kobiet: 1942, 1943, 1944, 1950, 1951, 1957, 1958, 1959, 1960, 1962, 1964, 1968, 1971, 1973
  - Halowe mistrzostwo Niemiec kobiet: 2007
  - EuroHockey Club Champions Cup: 1974
  - EuroHockey Indoor Club Cup: 2008

## Sukcesy w lacrosse
- Sekcja mężczyzn: 
  - Mistrzostwo Niemiec: 2008, 2016
- Sekcja kobiet: 
  - Mistrzostwo Niemiec: 2006, 2007, 2008, 2022
  - Halowe Mistrzostwo Niemiec: 2022